# Wacław Gieburowski

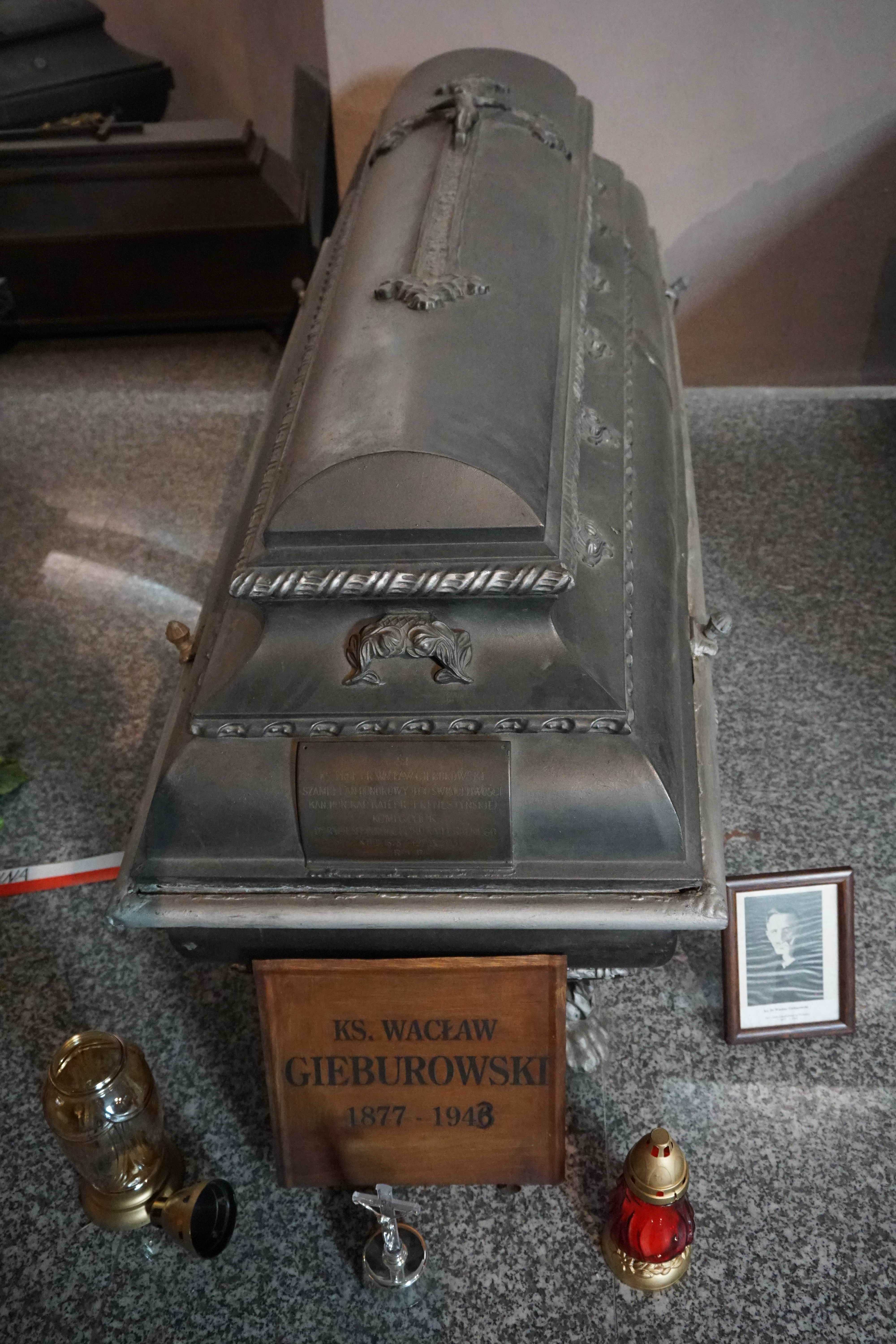
Trumna z prochami ks. Wacława Gieburowskiego w Krypcie Zasłużonych Wielkopolan

Wacław Kazimierz Gieburowski (ur. 6 lutego 1878 w Bydgoszczy, zm. 27 września 1943 w Warszawie) – polski duchowny katolicki, wykładowca akademicki, dyrygent chóralny, kompozytor i muzykolog.

## Życiorys
Syn Marcelego (wykładowcy języka polskiego w bydgoskim gimnazjum realnym) i Honoraty z Różanowskich. Studiował teologię w Poznaniu i Gnieźnie. Święcenia kapłańskie otrzymał w 1902 roku w katedrze gnieźnieńskiej. Był wikariuszem w Wągrowcu, Witkowie i Wylatowie oraz administrował parafiami w Dusznie i Kruchowie. W 1908 roku podjął studia z zakresu muzyki kościelnej w Ratyzbonie, gdzie poznał bliżej cecylianizm stawiający sobie za cel odnowę muzyki religijnej w oparciu o wzory muzyki renesansowej. 1 lipca 1909 roku został wikariuszem katedralnym w Poznaniu. Angażując się coraz bardziej w życie muzyczne, inicjował koncerty symfoniczne, dyrygował oratoriami, przejął też kierownictwo Towarzystwa Śpiewaczego Lutnia. Wykładał w Arcybiskupim Seminarium Duchownym, Państwowym Konserwatorium Muzycznym i na Uniwersytecie Poznańskim. Od 1914 roku kierował Poznańskim Chórem Katedralnym. Wprowadził do jego repertuaru dawną muzykę polską i utwory te popularyzował na licznych koncertach, a jego wychowankami byli m.in. twórcy dwóch innych poznańskich chórów: Stefan Stuligrosz i Jerzy Kurczewski. Popularność poza granicami Polski zdobył dzięki transmisjom radiowym koncertów z poznańskiej katedry. W październiku 1939 roku został aresztowany na osiem miesięcy przez Niemców. Był przetrzymywany m.in. w obozie przejściowym dla polskich księży w Kazimierzu Biskupim. Następnie jesienią 1941 roku wysiedlony do Warszawy. W 1946 roku pochowany na Poznańskiej Skałce.

## Twórczość
- Wacław Gieburowski: Die "Musica Magistri Szydlovite" : ein polnischer Choraltraktat des XV. Jahrh. und seine Stellung in der Choraltheorie und -Praxis des XV. Jahrh. in Polen, sowie der Nachtridentischen Choralreform. Posen / Poznań: St. Adalbert-Druckerei / Drukarnia i Księgarnia św. Wojciecha, 1915. Brak numerów stron w książce
- Wacław Gieburowski: Chorał gregorjański w Polsce od XV do XVII wieku : ze specjalnem uwzględnieniem tradycji i reformy oraz chorału piotrkowskiego. Poznań: skł. gł. Księgarnia Gebethnera i Wolfa, 1922, seria: Prace Komisji Historycznej - Poznańskie Towarzystwo Przyjaciół Nauk, tom 2, zeszyt 5. ISSN 0079-4651. OCLC 185468312. Brak numerów stron w książce
- edidit Venceslaus Gieburowski: Cantionale Ecclestiasticum ad normam editionis vaticanae ratione habita : ritualis pro Polonia approbati. Katowice: Księgarnia i Drukarnia Katolicka, 1933. Brak numerów stron w książce
- ks. Wacław Gieburowski: Funebrale. : Zawiera: Obrzędy pogrzebowe, Officium Defunctorum, Mszę żałobną, Procesję na Dzień Zaduszny. : Wydanie z kluczem skrzypcowym, systemem pięcioliniowym, odpowiednią transpozycją i polskimi rubrykami. Katowice: Księgarnia i Drukarnia Katolicka, 1937. Brak numerów stron w książce
- Bartłomiej Pękiel: Missa pulcherrima : ad instrar Praenestini (canto, alto, tenore e basso); według rękopisu z r. 1669 wyd. i oprac. H. Feicht i W. Gieburowski. Warszawa: Towarzystwo Wydawnicze Muzyki Polskiej, 1938, seria: Wydawnictwo Dawnej Muzyki Polskiej = Publications de la Musique Ancienne Polonaise ; 17. Brak numerów stron w książce
- ks. Wacław Gieburowski: Śpiewnik kościelny. Poznań: Wydawnictwa im. K.T. Barwickiego, 1947. Brak numerów stron w książce

Skomponował m.in. Tu es Petrus.

## Ordery i odznaczenia
- Krzyż Oficerski Orderu Odrodzenia Polski (11 listopada 1936)[3]